# أنامر واداي (أداي)
أنامر واداي هو دُوَّار يقع بجماعة اثنين أداي، إقليم تيزنيت، جهة سوس ماسة في المملكة المغربية. ينتمي الدوّار لمشيخة أداي التي تضم 52 دوار. يقدر عدد سكانه بـ 145 نسمة حسب الإحصاء الرسمي للسكان والسكنى لسنة 2004.

## روابط خارجية
- البوابة الوطنية للجماعات الترابية
- المندوبية السامية للتخطيط